# Рибакі (Рицький повіт)
Рибакі (пол. Rybaki) — село в Польщі, у гміні Клочев Рицького повіту Люблінського воєводства.
Населення — 68 осіб (2011).
У 1975-1998 роках село належало до Седлецького воєводства.

## Демографія
Демографічна структура станом на 31 березня 2011 року:
|          | Загалом | Допрацездатний вік | Працездатний вік | Постпрацездатний вік |
| -------- | ------- | ------------------ | ---------------- | -------------------- |
| Чоловіки | 33      | 9                  | 22               | 2                    |
| Жінки    | 35      | 6                  | 18               | 11                   |
| Разом    | 68      | 15                 | 40               | 13                   |